# Shi Yan Ming
Shi Yan Ming (nacido como Duan Gen Shan el 13 de febrero de 1964) es un monje Shaolin de la 34ª generación, maestro y actor, fundador del templo Shaolin en Estados Unidos. Entrenado en el Templo Shaolin de la República Popular China (RPC) desde los 5 años, Shi Yan Ming abandonó el Templo y partió hacia Estados Unidos en 1992, antes de abrir el Templo Shaolin en Manhattan, donde ha enseñado a cientos de estudiantes, incluyendo numerosas celebridades. Él ha hecho apariciones en diversos programas de televisión, cine y publicaciones, incluyendo National Geographic, PBS, History Channel, la revista Time y en la película de acción samurái de 1999, Ghost Dog: The Way of the Samurai. 

## Primeros años
Shi Yan Ming nació como Duan Gen Shan en la villa de Zhumadian en la Provincia de Henan, República Popular China en el año del dragón del Año Nuevo Chino el 13 de febrero de 1964 y es el séptimo de nueve hermanos. Su padre creció en una familia tan pobre que prácticamente no tenían hogar y tenían que pedir comida de puerta en puerta. El padre de Duan, quien nunca fue a la escuela, dormía bajo una estufa para leña o tenía que cavar un agujero en una pila de trigo para obtener calor. A pesar de esas dificultades, él se enseñó asimismo a ser muy buen lector, escritor y calígrafo. La familia de la madre de Duan estaba mejor económicamente. Como era típico, ella tampoco fue educada ni a la escuela, tenía los pies atados ya que fue criada únicamente para ser una madre y ama de casa. Los padres de Duan finalmente consiguieron trabajo para el gobierno chino de Mao y trabajaron como operadores télex en el subterráneo.
Antes de nacer, dos de los hermanos mayores y una hermana mayor de Duan murieron de hambre en el Gran Salto Adelante de Mao Zedong en la década de 1950. Asimismo casi muere cuando tenía aproximadamente 3 años, lo que llevó a sus padres a gastar todo su dinero en numerosos médicos y a su padre a vender su pluma de caligrafía especial. Los médicos finalmente se rindieron con él y después de pensar que séptimo hijo había muerto, sus padres lo envolvieron en mantos con la intención de arrojarlo lejos antes de ser detenidos por un acupunturista fuera de su pueblo que los vio llorar y realizó la acupuntura en el niño Gen Shan, que rápidamente se recuperó. Yan Ming cree que el hombre que lo salvó era un Bodhisattva enviado por Buda a salvar su vida.

## Carrera de artes marciales

### En China

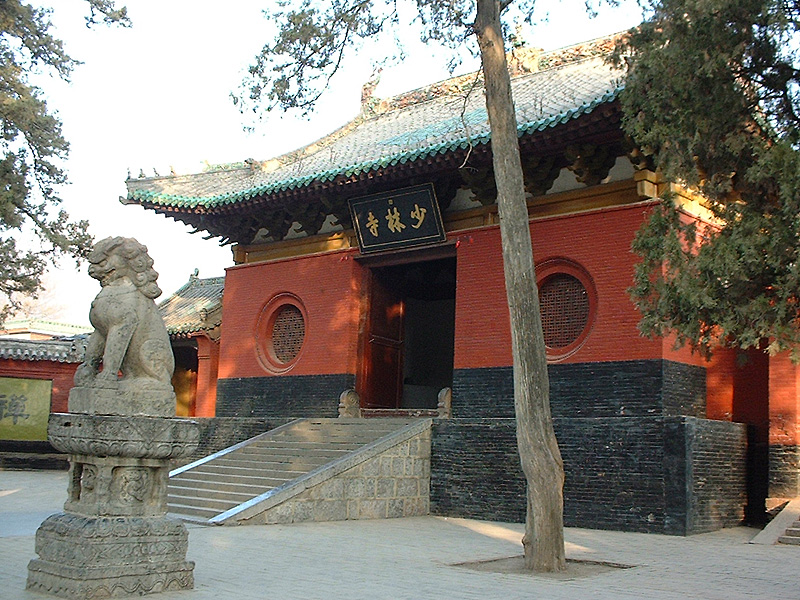
El Templo Shaolin en la provincia de Henan, China, donde Shi Yan Ming empezó su entrenamiento de artes marciales desde los 5 años.

En 1969, a la edad de 5 años, los padres de Duan seguían preocupados por su salud, llevándolo al templo Shaolin de 1,500 años, los únicos restos después de la destrucción que causó continuos enfrentamientos de dinastías. (El templo como es visto actualmente, fue reconstruido a principios del siglo 21). Como ésta estaba en medio de la Revolución Cultural, las comunes túnicas rojas y amarillas, al igual que las cabezas rapadas no estaban presentes entre los monjes, y no lo estaría hasta aproximadamente 1980, después que la Revolución Cultural terminó. 
Desde entonces el templo no ha tenido un abad por aproximadamente 300 años, Duan fue llevado al monje principal Shi Xing Zheng (Quien más tarde sería nombrado abad en 1986). Shi Xing Zheng a quien Duan se refiere como "Shigong" ("Gran Maestro") o "Shifu Shifu" ("Maestro de maestros"), miró al joven Duan y lo aceptó en el templo donde sus padres estaban felices de dejarlo. Tan pronto como él fue aceptado en el templo, que estaba habitado por unos 16 o 17 monjes, todos ellos más viejos que Duan (la mayoría de ellos estaban en sus 17), su nombre fue cambiado a Shi Yan Ming. El nombre se deriva respectivamente; "Shi" como Shakyamuni, el fundador del budismo, un nombre familiar que los monjes utilizan para demostrar que son seguidores de Buda. "Yan" el cual proviene de la 34va generación del templo y "Ming" que significa "perpetuo", como el ciclo infinito en la Rueda del dharma. Shi dice que sus "tíos de Kung Fu" eran muy cariñosos y que cuidaron de él como si fuesen sus propios padres, a pesar de que no viven allí todo el tiempo, por temor a las bandas maleantes de la Guardia Roja de Mao y por lo tanto, Shi vio a sus padres muy a menudo.

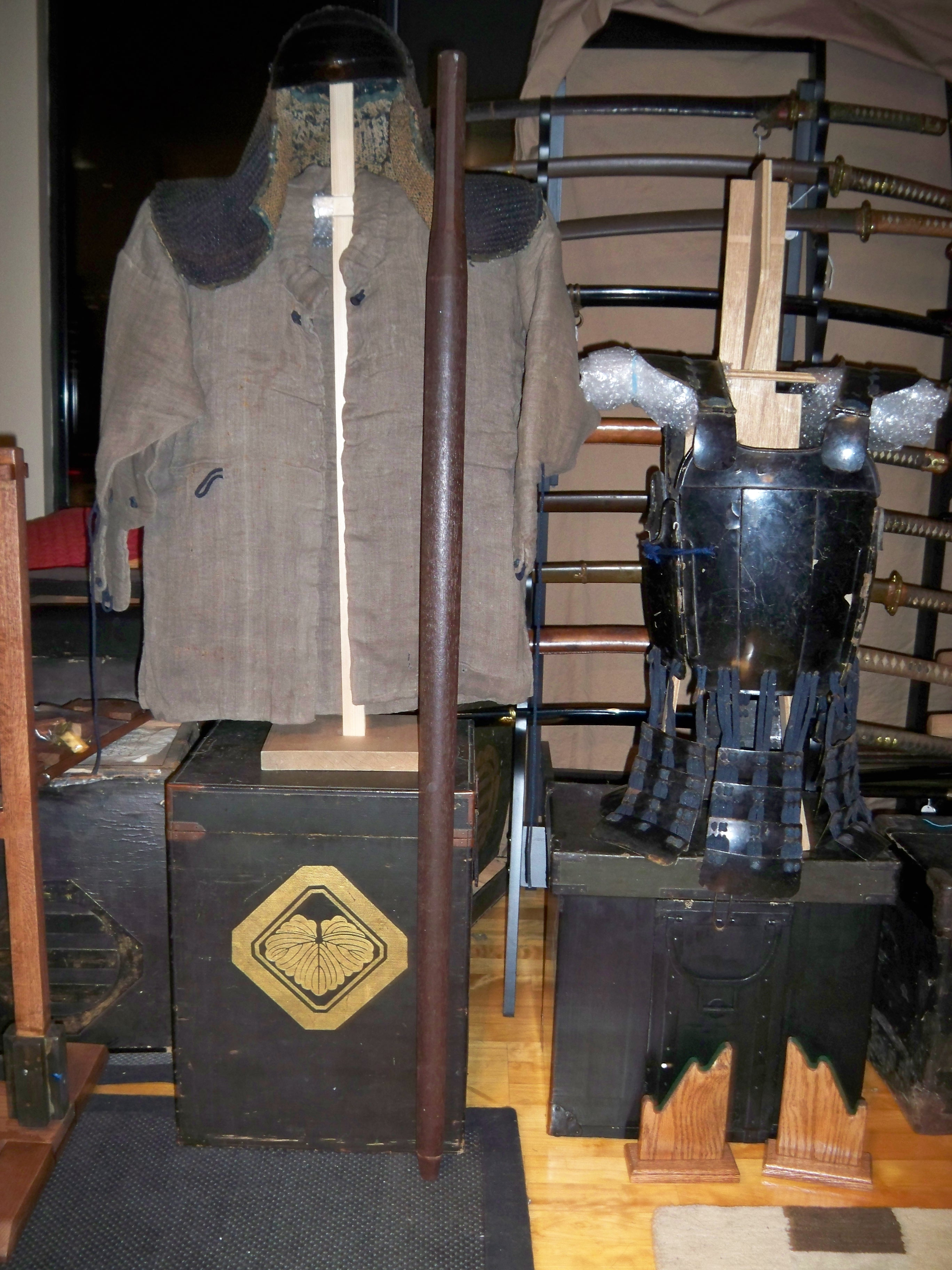
Un Bō (el bastón de madera del centro), es una de las armas que Shi Yan Ming domina.

Shi inmediatamente comenzó a aprender Kung Fu, budismo chan y acupuntura de sus maestros, Liu Xin Yi y Shen Ping An, que eran discípulos de shaolin que vivían fuero del templo, en lugar de los monjes. Debido a la naturaleza abierta del templo, donde la gente podía entrar y salir fácilmente, dice que aprendió a leer a la gente. A pesar de su formación y disciplina, Shi se divertía jugándole bromas a sus maestros, quienes le terminarían castigando por ello, ya sea con golpes o obligándolo a hacer la postura de caballo hasta que sus piernas se entumecian y se hinchaban o haciéndolo pararse de cabeza hasta que la sangre en la cabeza drene el daño causado. La rutina diaria de Shi comienza en despertar a las 4:30 a. m. para practicar por 2 horas, seguido con un desayuno de tofu y vegetales al vapor, orar, meditación y relajación de 1 hora y luego tres horas y media de práctica. Esto sería seguido con más oración, estudios de budismo y limpieza u otra tarea del templo. A pesar de que los monjes Shaolin no necesariamente siguen la práctica de otros monjes que no comen después del mediodía, los que están en el templo almuerzan tallarines, arroz o mantau a las 11:30 a. m., por respeto a otros monjes de otros templos que los visitan.

## Habilidades

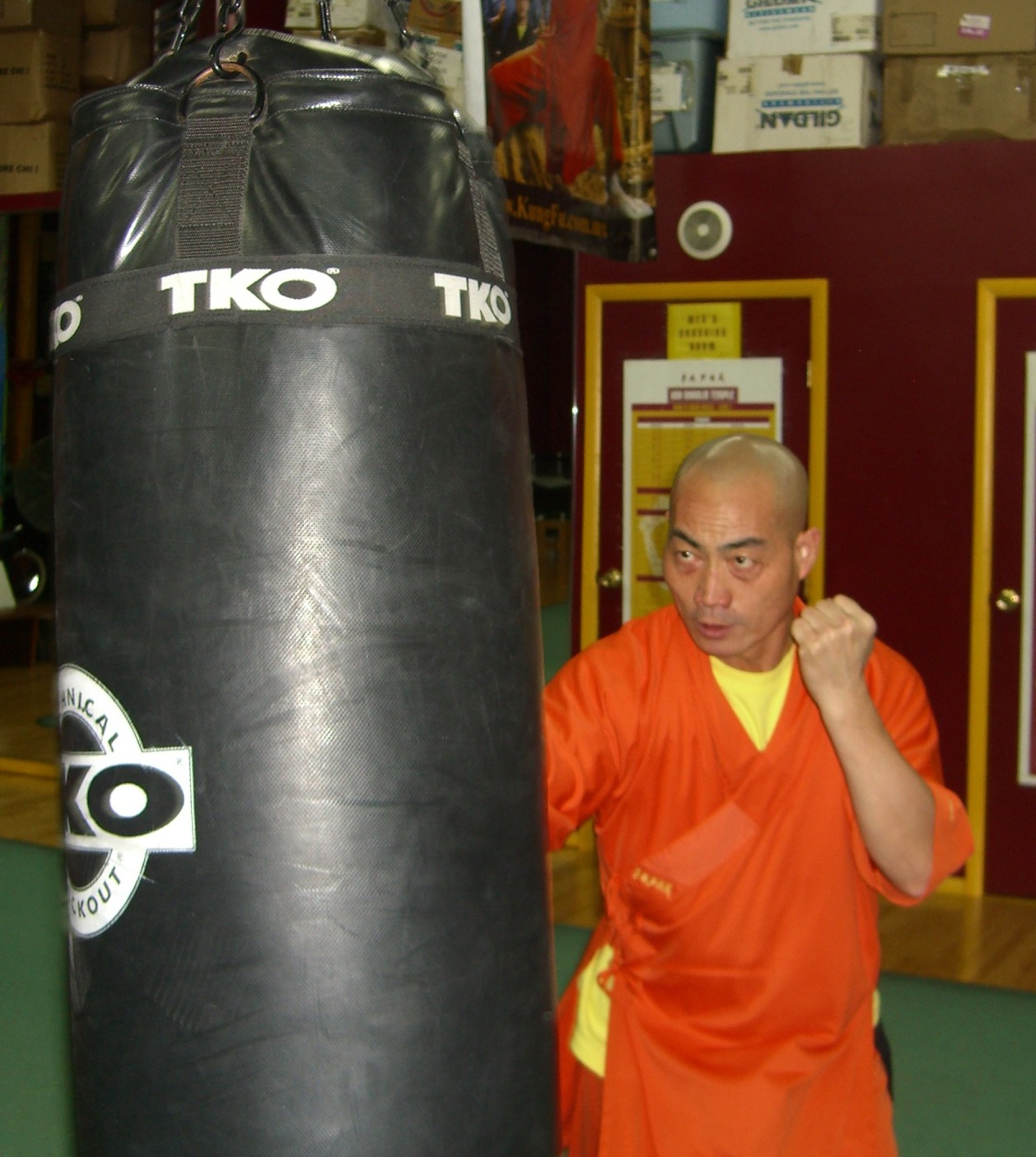
Los golpes de Shi Yan Ming pueden ejercer hasta 3430 N (772 lb) de fuerza.

Como un joven monje, Shi Yan Ming aprendió a romper rocas con su cráneo, doblar hojas filosas con su piel, y dormir mientras está colgado cabeza abajo en una rama de árbol. A la edad de 17, el podía doblar la punta de una lanza con su cuello, dormir parado de un pie y dejar colgado de su escroto un peso de 23 kg (50 lb), una práctica que le ayudó a entrenarlo y poder soportar un golpe con mucha fuerza en la ingle. También puede lamer palas de hierro al rojo vivo. Según Shi, desde que sus padres lo llevaron al templo Shaolin, él nunca ha tenido problemas de salud como le sucedió cuando era niño y nunca ha vuelto a enfermar.
Los golpes de Shi Yan Ming han ejercido una fuerza de 3430 N (772 lb), mientras que su famoso golpe de una pulgada midió 1,78 CV, más perjudicial que un choque de auto de 48 km/h (30 mph). Entre sus especialidades de artes marciales están Luohan Quan, báculos y otras armas Shaolin, y Chi Kung Duro.

## Galería

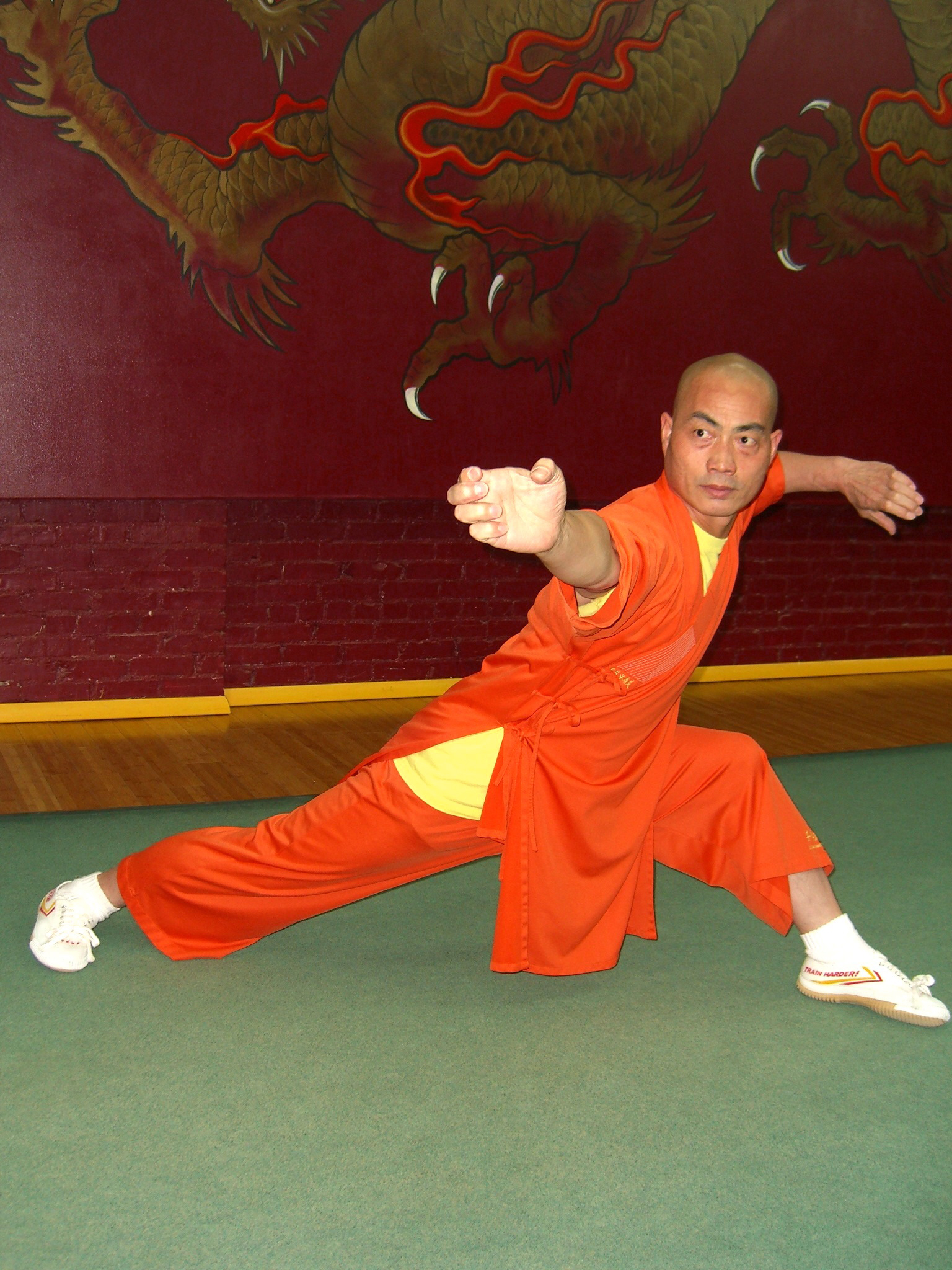
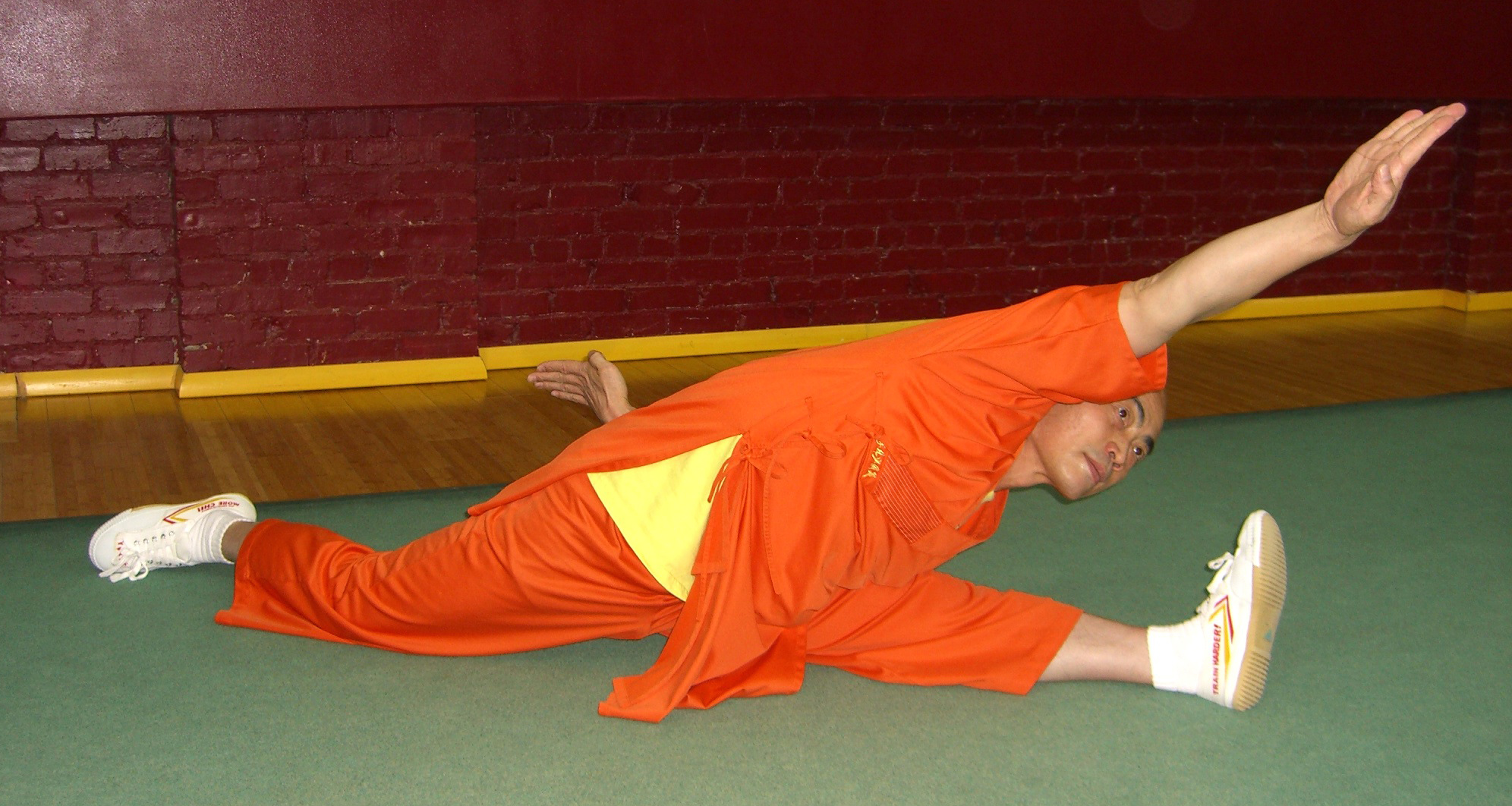
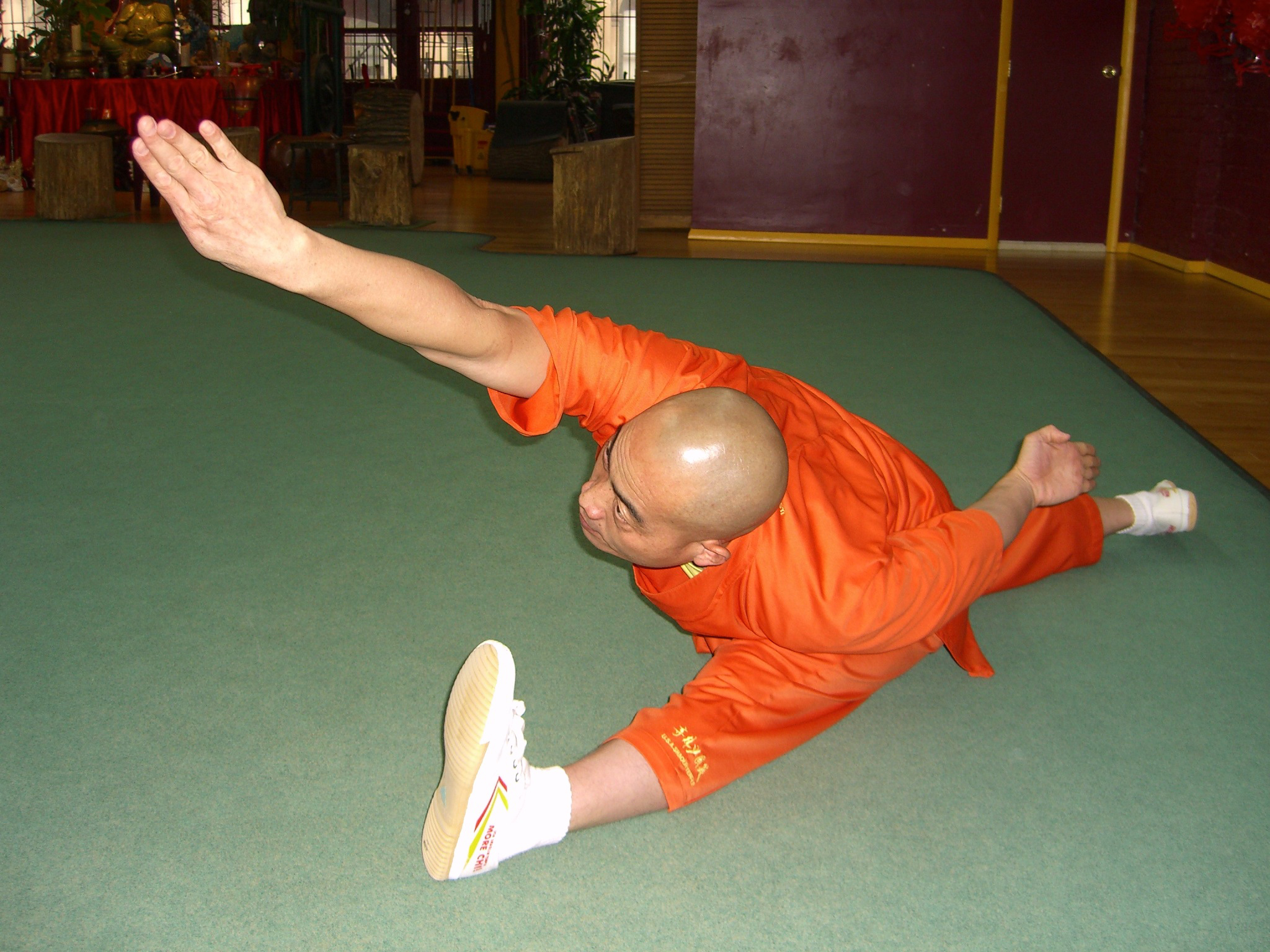
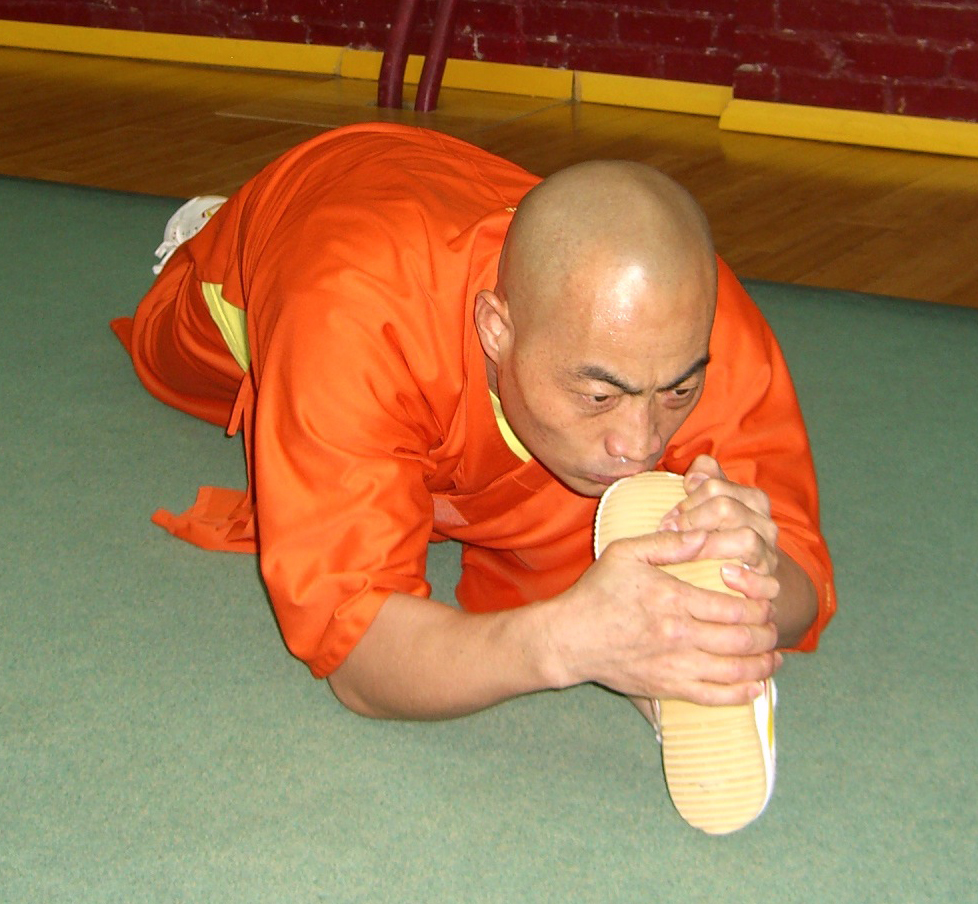
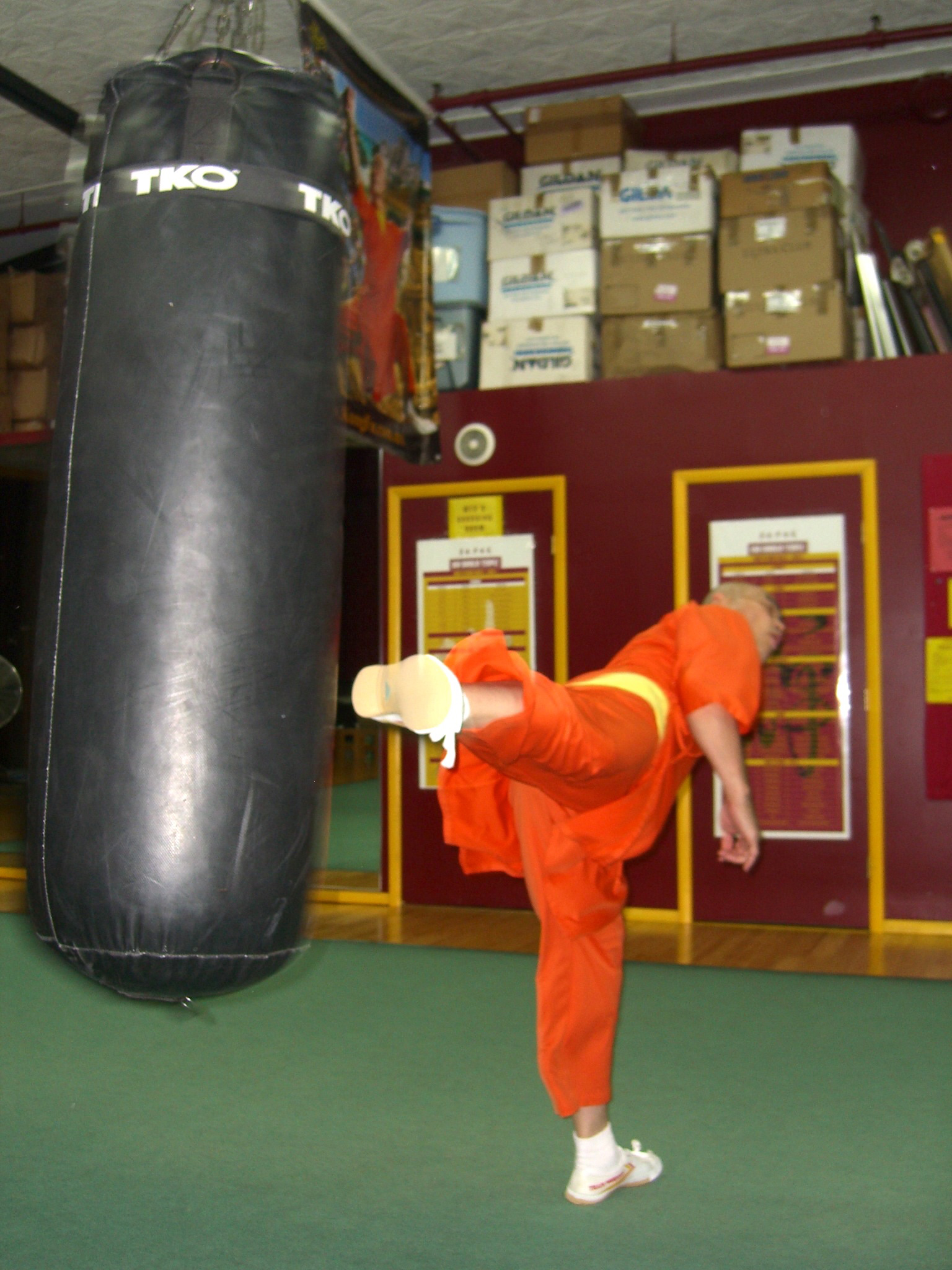
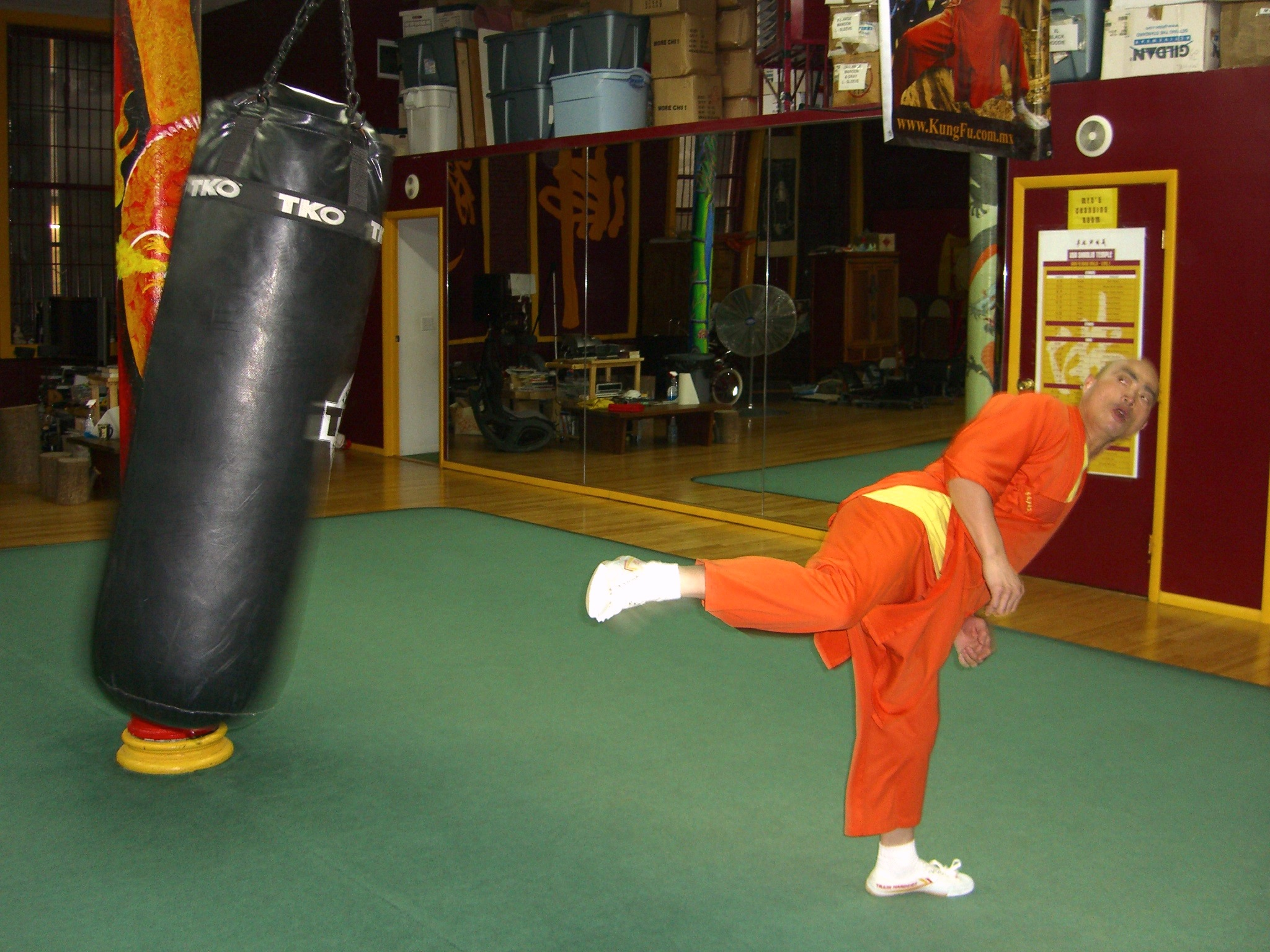
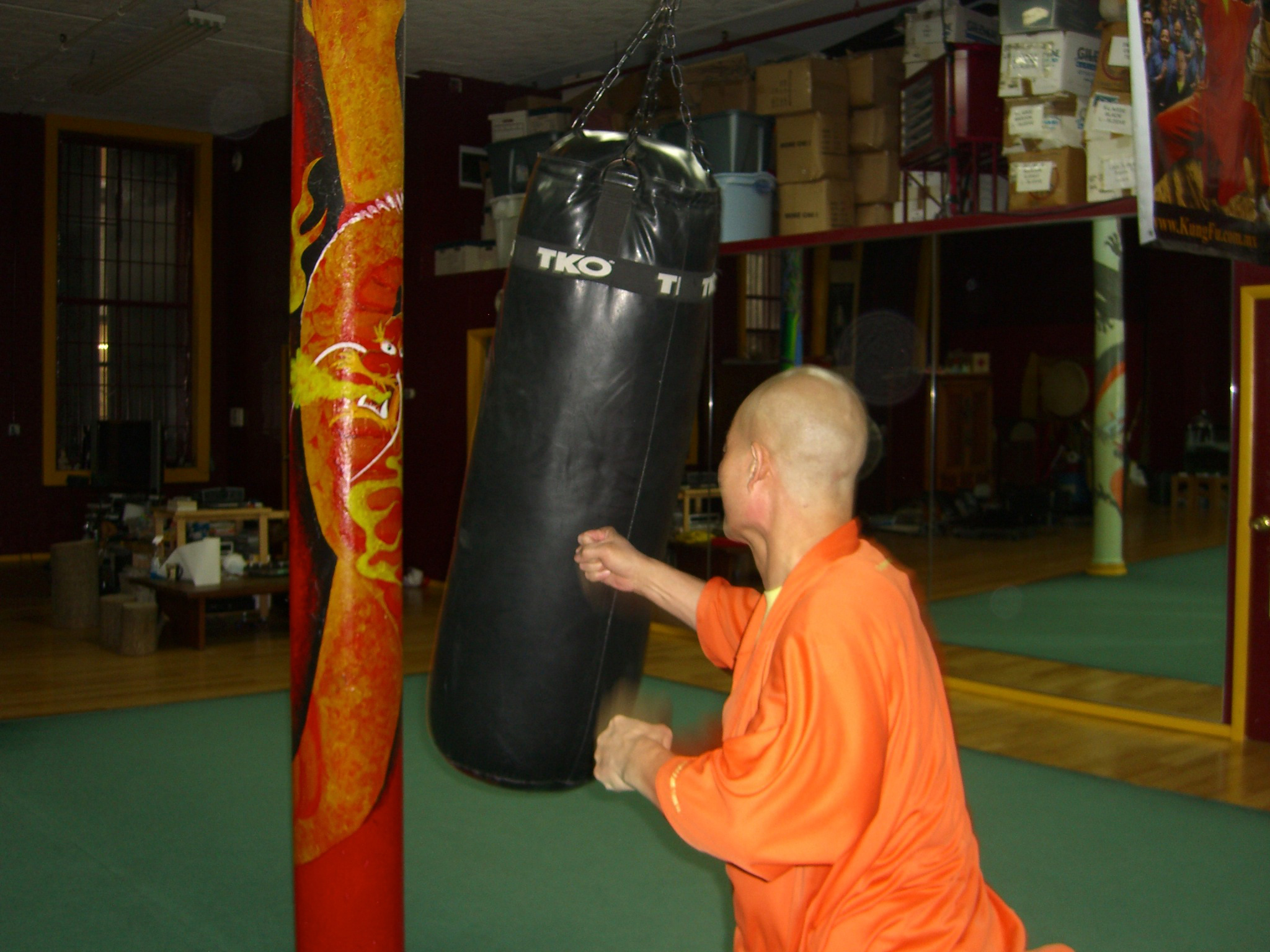
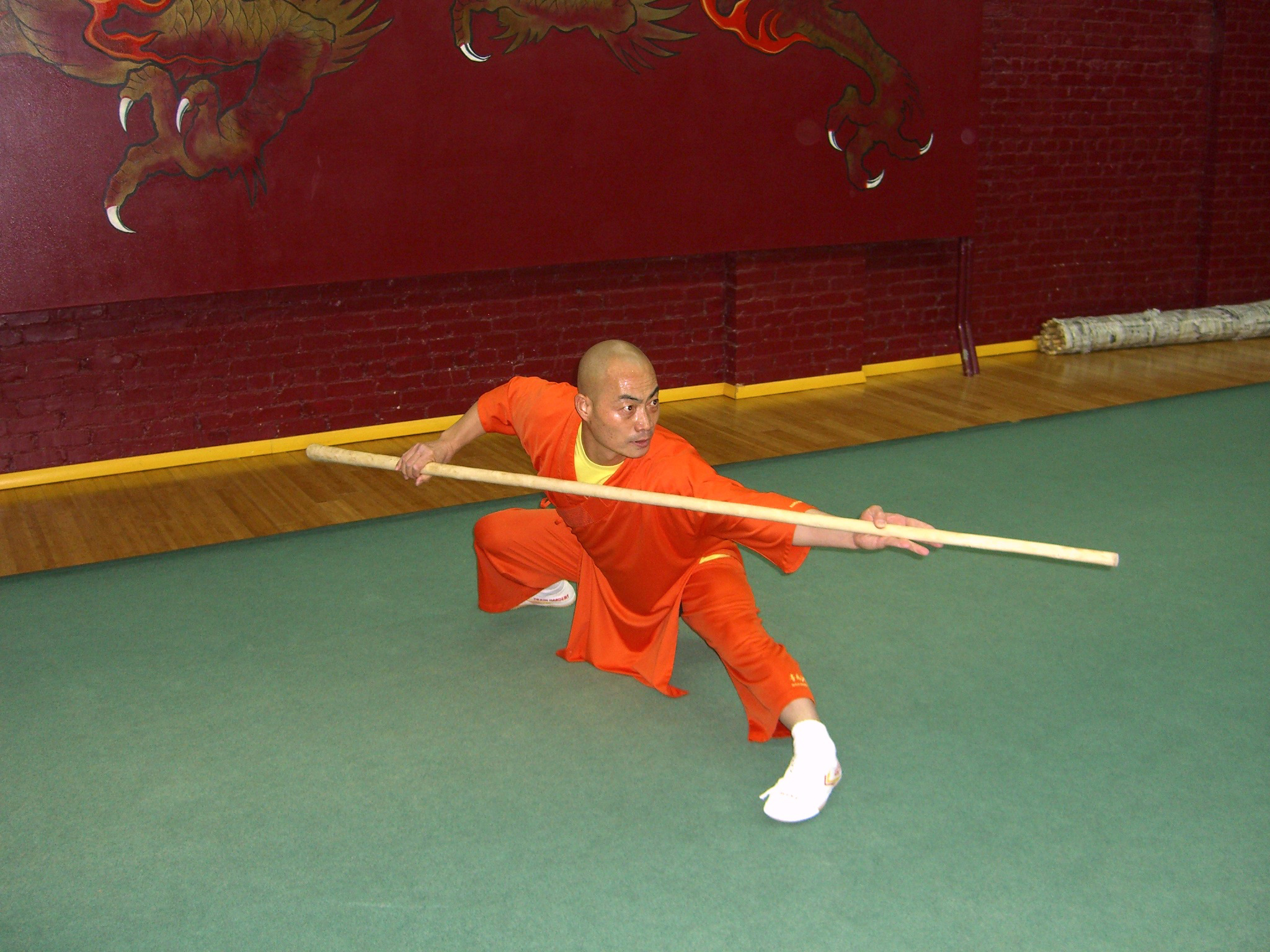
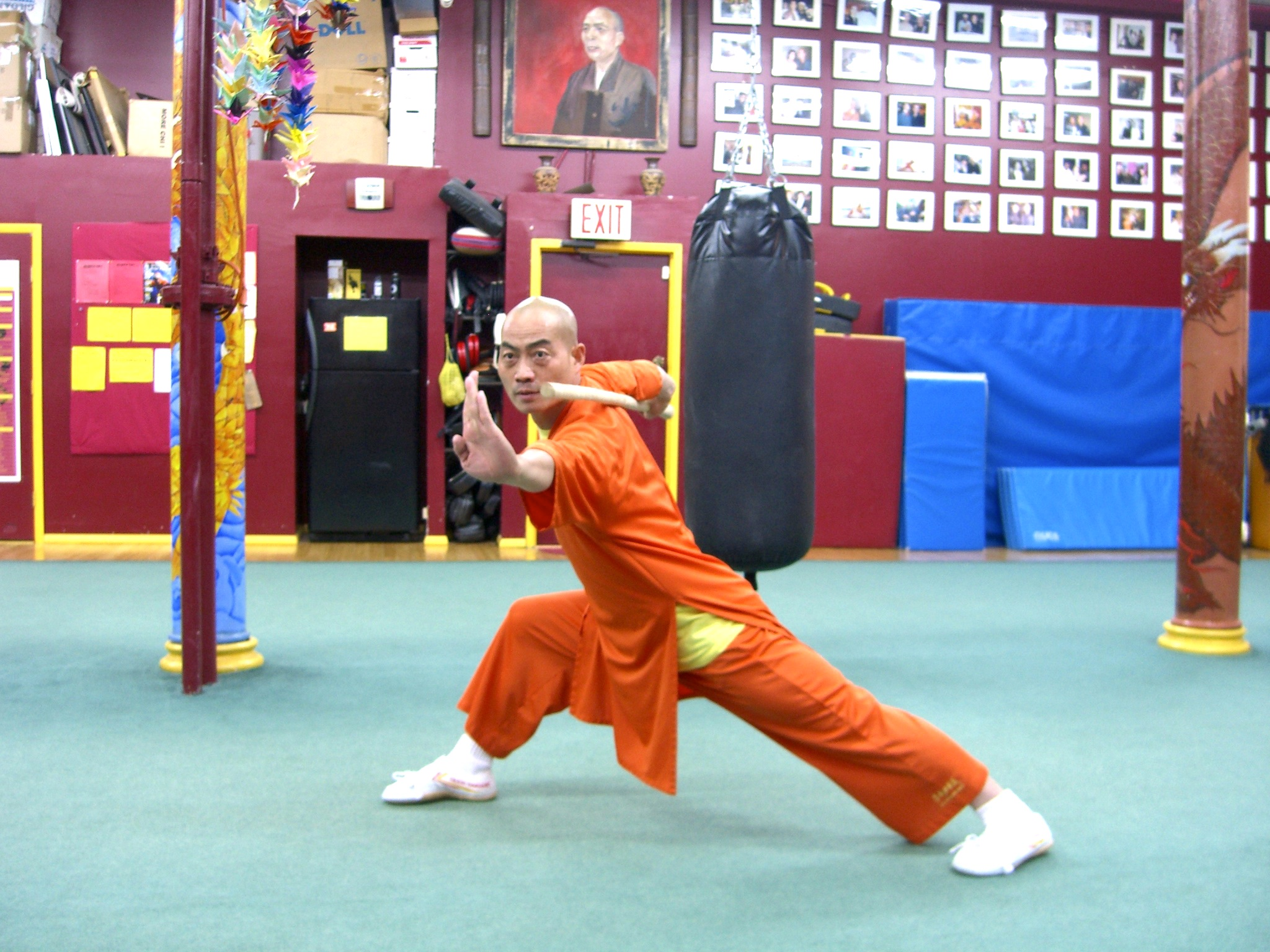